# Emil Hahn (Schauspieler)
Emil Hahn (geboren am 2. März 1832 in Nürnberg; gestorben am 12. Dezember 1897 in Regensburg) war ein deutscher Theaterschauspieler, -regisseur, -leiter und -intendant.

## Leben
Hahn, Sohn des Sängerehepaares Caroline und Eduard war eigentlich für das Forstfach bestimmt, kam er jedoch frühzeitig zur Bühne. 
Er debütierte in Stettin und wurde dann nach Karlsruhe berufen, wo sich Eduard Devrient seiner annahm. Nachdem er einige Jahre mit reisenden Gesellschaften umhergezogen war, wurde er 1858 als erster Liebhaber an das Thalia Theater in Hamburg engagiert. Von 1861 bis 1862 war er Oberregisseur in Riga, von 1863 bis 1870 Leiter des Stadttheaters in Würzburg und von 1870 bis 1871 Intendant des Thaliatheaters in Graz. Nach Hermann Hendrichs’ Tod pachtete er das Victoria-Theater in Berlin, das unter seiner zehnjährigen Leitung (1871–1881) seine Glanzzeit erlebte. Damals waren Ausstattungsstücke nach der Art der Reise um die Welt oder der Kinder des Capitäns Grant sehr erfolgreich.
Von 1882 bis 1883 leitete er das Ostendtheater in Berlin, von 1884 bis 1885 das Centraltheater in Hamburg, 1885 bis 1886 das Krollsche Theater in Berlin, 1887 war er Oberregisseur in Pressburg, 1888 bis 1890 in New York und von 1891 bis 1892 in Stuttgart. Von 1893 bis 1894 begleitete er die sogenannten Dresdener Ensemble-Gastspiele der Adelheid Bernhard.
Als Schauspieler hatte er sich namentlich in den Rollen des Wilhelm Tell und des Hermann in Kleists „Die Hermannsschlacht“ einen Namen gemacht. Ihnen verdankte er die Ehrenmitgliedschaft des Meininger Hoftheaters.